# Попова Валентина Вадимівна
Валентина Вадимівна Попова (рос. Валентина Вадимовна Попова, нар. 25 вересня, 1972, Братськ, Російська РФСР) — російська важкоатлетка, срібна призерка Олімпійських ігор 2000 року, бронзова призерка Олімпійських ігор 2004 року, чемпіонка світу та п'ятиразова чемпіонка Європи.

## Біографія
Валентина Попова народилася 25 вересня 1972 року в місті Братськ. З дитинства займалася спортивною гімнастикою та акробатикою. Вона стала кандидатом у майстри спорту зі спортивної гімнастики у 1983 році, та з акробатики у 1990 році. Після цього у 1993 році почала займатися важкою атлетикою.
До складу збірної Росії увійшла у 1997 році. Через рік спортсменка здобула свої перші медалі, ставши срібною призеркою чемпіонату Європи та бронзовою призеркою чемпіонату світу. Наступного року Попова вперше стала чемпіонкою Європи. Протягом наступних років своєї кар'єри вона ще чотири рази поспіль зможе завоювати цей титул. Вдалі виступи дали спортсменці можливість представити збірну Росії на Олімпійських іграх у Сіднеї. Там вона підтвердила свій високий рівень, поступившись лише китайській спортсменці Чень Сяомінь.
У 2001 році зуміла стати чемпіонкою світу. Протягом наступних двох років здобула також срібну та бронзову медаль чемпіонатів світу. На Олімпійських іграх у Афінах Попова виступила у новій ваговій категорії, до 75 кг. Там росіянка зуміла стати бронзовою призеркою. 
Продовжувала змагатися у новому олімпійському циклі. На чемпіонатах Європи 2005 та 2006 року вона стала срібною призеркою. Невдовзі виявилося, що у шість російських важкоатлетів здали позитивні допінг проби на чемпіонаті Європи 2006 року. Серед них була і Попова, за що її дискваліфікували на два роки а також позбавили срібної медалі змагань. Федерація важкої атлетики Росії була оштрафована на 250 тисяч доларів. Спортсменка планувала продовжувати виступи, але ще одна позитивна допінг проба, яку вона здала у незмагальний період, означала пожиттєву дискваліфікацію.
Закінчила Воронезький державний інститут фізичної культури. Підполковник МВС. З 2013 року викладає у Воронезькому інституті МВС Росії. Має доньку Катерину та сина Вадима.

## Результати
| Рік              | Місце                | Вага             | Ривок            | Ривок            | Ривок            | Ривок            | Поштовх          | Поштовх          | Поштовх          | Поштовх          | Загалом          | Місце            |
| Рік              | Місце                | Вага             | 1                | 2                | 3                | Місце            | 1                | 2                | 3                | Місце            | Загалом          | Місце            |
| Олімпійські ігри | Олімпійські ігри     | Олімпійські ігри | Олімпійські ігри | Олімпійські ігри | Олімпійські ігри | Олімпійські ігри | Олімпійські ігри | Олімпійські ігри | Олімпійські ігри | Олімпійські ігри | Олімпійські ігри | Олімпійські ігри |
| ---------------- | -------------------- | ---------------- | ---------------- | ---------------- | ---------------- | ---------------- | ---------------- | ---------------- | ---------------- | ---------------- | ---------------- | ---------------- |
| 2000             | Сідней, Австралія    | до 63 кг         | 102.5            | 102.5            | 107.5            | —                | 127.5            | 135.0            | 135.0            | —                | 235.0            | 2                |
| 2004             | Афіни, Греція        | до 75 кг         | 117.5            | 120.5            | 122.5            | —                | 145.0            | 150.0            | 155.0            | —                | 265.0            | 3                |
| Чемпіонат світу  |                      |                  |                  |                  |                  |                  |                  |                  |                  |                  |                  |                  |
| 1997             | Чіангмай, Таїланд    | до 59 кг         | 75.0             | 77.5             | 80.0             | 8                | 97.5             | 102.5            | 102.5            | 12               | 177.5            | 10               |
| 1998             | Лахті, Фінляндія     | до 63 кг         | 95.0             | 100.0            | 102.5            | 2                | 115.0            | 122.5            | 122.5            | 4                | 215.0            | 3                |
| 1999             | Афіни, Греція        | до 63 кг         | 100.0            | 105.0            | 105.0            | 2                | 122.5            | 125.0            | 127.5            | 4                | 232.5            | 3                |
| 2001             | Анталія, Туреччина   | до 69 кг         | 107.5            | 112.5            | 115.0            | 1                | 135.0            | 142.5            | —                | 1                | 257.5            | 1                |
| 2002             | Варшава, Польща      | до 69 кг         | 112.5            | 115.0            | 117.5            | 1                | 142.5            | 142.5            | 142.5            | 3                | 257.5            | 2                |
| 2003             | Ванкувер, Канада     | до 69 кг         | 112.5            | 112.5            | 117.5            | 2                | 140.0            | 140.0            | 145.0            | 3                | 257.5            | 3                |
| Чемпіонат Європи |                      |                  |                  |                  |                  |                  |                  |                  |                  |                  |                  |                  |
| 1998             | Різа, Німеччина      | до 63 кг         | 87.5             | 92.5             | 92.5             | 2                | 100.0            | 115.0            | 122.5            | 1                | 202.5            | 2                |
| 1999             | Ла-Корунья, Іспанія  | до 63 кг         | 92.5             | 92.5             | 95.0             | 1                | 110.0            | 115.0            | 117.5            | 2                | 212.5            | 1                |
| 2000             | Софія, Болгарія      | до 63 кг         | 95.0             | 100.0            | 102.5            | 1                | 117.5            | 122.5            | 125.0            | 1                | 227.5            | 1                |
| 2001             | Тренчин, Словаччина  | до 63 кг         | 97.5             | 102.5            | 105.0            | 1                | 122.5            | 125.0            | 130.0            | 3                | 230.0            | 1                |
| 2002             | Анталія, Туреччина   | до 69 кг         | 110.0            | 112.5            | 115.5            | 1                | 137.5            | 140.0            | —                | 1                | 252.5            | 1                |
| 2003             | Лутракі, Греція      | до 69 кг         | 107.5            | 110.0            | 116.0            | 1                | 130.0            | 135.0            | —                | 1                | 245.0            | 1                |
| 2005             | Софія, Болгарія      | до 75 кг         | 112.5            | 117.5            | 117.5            | 1                | 137.5            | 142.5            | 147.5            | 2                | 260.0            | 2                |
| 2006             | Владиславово, Польща | до 75 кг         | 115.0            | 120.0            | 122.0            | —                | 140.0            | 145.0            | 150.0            | —                | 272.0            | —                |